# BUGS
『BUGS』（バグ）は、1997年の日本映画である。

## スタッフ
- 製作総指揮：菊池笛人[1]
- 製作：山口一美、竹平時夫[1]
- 企画：菊池笛人、錦織良成、山口一美[1]
- 撮影：岩松茂[1]
- 製作協力：高澤吉紀、朴炳陽
- 脚本・監督：錦織良成[1]
- クリーチャーデザイン：高柳祐介[1]
- 特技監督：押杵ゆかり[1]
- エンディング主題歌：Cougen Koizumi（Devil's Life）
- 製作・提供：株式会社クリエイティブアクザ
- 配給：株式会社マクザム